# タマリバ (秋田放送)
『タマリバ』は、秋田放送（ABSラジオ）で放送されているラジオ番組。
なお、同番組の姉妹番組として放送されていた『パイセン! 大学の歩き方』についても記述する。

## 概要
2013年4月7日放送開始。
秋田県在住の10代（中高生）をメインターゲットに、今時の中高生の意識調査や企画で構成されている。
多くの中高生が利用しているTwitterの番組公式アカウントも立ち上げており、番組オープニングでは放送日直近にフォローしてくれたアカウント名（現役の中高生とわかるアカウントのみ）を読み上げている。
番組開始から長らく日曜日の夜に放送されていたが、2017年秋の改編で放送時間が金曜日の夜に移動。同時に収録放送から生放送に変更された。なお、収録放送だった日曜日時代にも生放送を行ったことがある。

### 放送時間の遍歴
- 2013年4月 - 2017年3月
  - 日曜22:00 - 23:00（60分、収録放送）

- 2017年4月 - 2017年10月1日
  - 日曜22:00 - 23:15（75分、収録放送）

- 2017年10月6日 - 2019年3月29日
  - 金曜22:00 - 23:15（75分、生放送）

- 2019年4月5日 - 2021年9月24日
  - 金曜22:00 - 23:30（90分、生放送）

- 2021年10月1日 - 現在
  - 金曜22:00 - 23:00（60分、収録放送）

## パーソナリティ
- 長谷川瞬（お笑い芸人「ちぇす」、2017年4月-）
  - 2代目男性パーソナリティ。

### 過去のパーソナリティ
- マティログ（番組開始 - 2017年3月）
  - 初代男性パーソナリティ。「タマリバ」卒業後の2017年4月から2019年3月には姉妹番組「パイセン!」のパーソナリティとして出演。

- 藤田ゆうみん（2013年4月 - 2019年3月）
  - 初代女性パーソナリティ。

- 高田由香（2014年4月 - 6月）
  - 藤田の産休時に代理出演。

- 相場詩織（2018年8月 - 12月、2019年4月 - 2020年3月）
  - 2代目女性パーソナリティ。2018年8月 - 12月は初代女性パーソナリティ・藤田ゆうみんの産休に伴う代理出演。

- 太田英梨花（秋田放送アナウンサー、2023年4月 - 2025年4月）　
  - 3代目女性パーソナリティ。

## コーナー
- 放課後ワンハンドレット
  - 様々なテーマで秋田県在住の中高生の意識調査を実施。パーソナリティとスタッフが行った街頭インタビューの模様も送る。このコーナーでは番組スポンサーである学習塾の講師も出演。

- カルチャート9（ナイン）
  - 話題の物事に関連するワードを9つ用意し、ひとつずつ紹介していく。このコーナーでは番組スポンサーである学習塾の講師も出演。

- 月替わりアーティストコーナー

- タマリバ推しパンプロジェクト

- タマリバホームルーム（THR）

- あきた美の国ガールズ エビ中のいと恋しあきた（月1回放送）
  - 秋田県公式観光＆文化大使「あきた美の国ガールズ」を務めるアイドルグループ「私立恵比寿中学」（エビ中）のメンバーが月替わりで秋田の魅力を発信している（2020年4月 - ）。
  - 私立恵比寿中学は2015年から毎年秋にライブイベント「私立恵比寿中学秋田分校」を秋田県内で開催しており、2019年に開催された第5回でサプライズ登場した佐竹敬久秋田県知事から「あきた美の国ガールズ」に任命された。
  - 2015年7月から2020年3月まで、私立恵比寿中学の小林歌穂が秋田県内の実際に高校を訪れ校内放送に出演した模様を送るコーナー「秋田エビ中ぽー送部」（月1回放送）を担当していた。
  - 2025年3月28日をもって終了。

- いぎなり秋田でラジオっこ！（月1回放送）
  - 秋田県産（秋田出身）の律月ひかるらメンバー9人全員が東北出身のアイドルグループ「いぎなり東北産」のコーナー。2023年7月から放送されている。
  - 2025年3月21日をもって終了。

- 放課後パンハンドレッド（月1回放送）

## パイセン! 大学の歩き方
『パイセン! 大学の歩き方』は、2017年4月2日から2019年3月29日まで秋田放送（ABSラジオ）で放送されていたラジオ番組。パーソナリティはマティログ。
「タマリバ」の姉妹番組であり、タマリバの放送直後に引き続き放送されていた。
秋田県出身の現役大学生と電話を繋ぎ、大学の授業内容や大学受験時の経験などについてインタビューした模様を放送した。

### 放送時間の遍歴
- 2017年4月2日 - 2017年10月1日
  - 日曜23:15 - 23:30

- 2017年10月6日 - 2019年3月29日
  - 金曜23:15 - 23:30（「タマリバ」と共に金曜夜へ移動）